# Kirchenfamilie von Terrassa

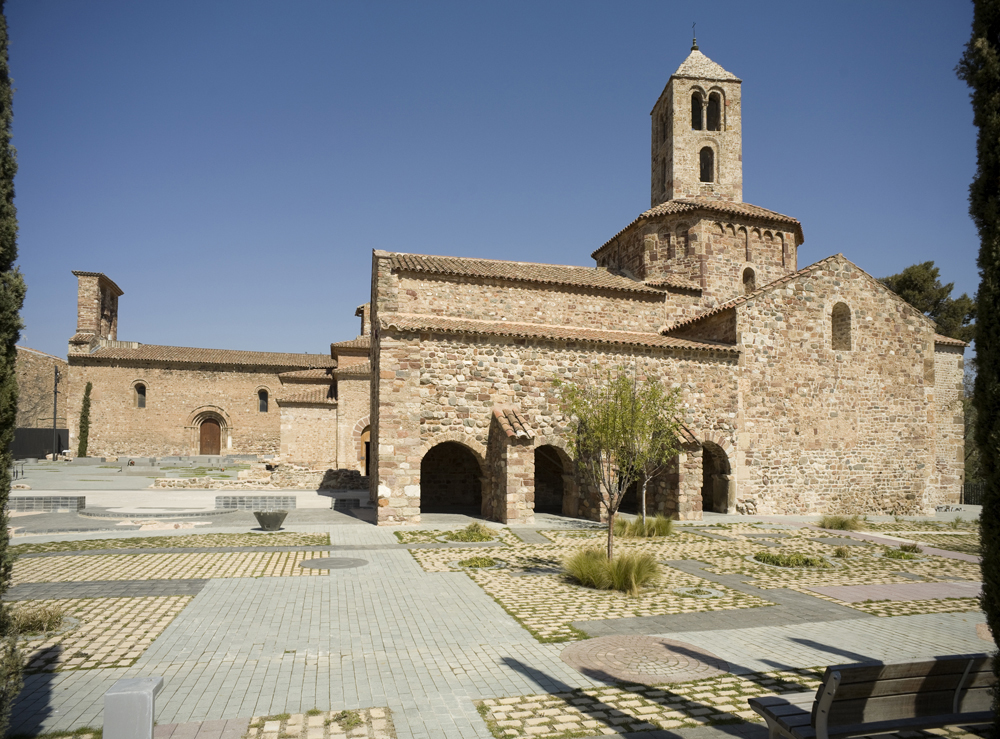
Kirchenfamilie von Terrassa

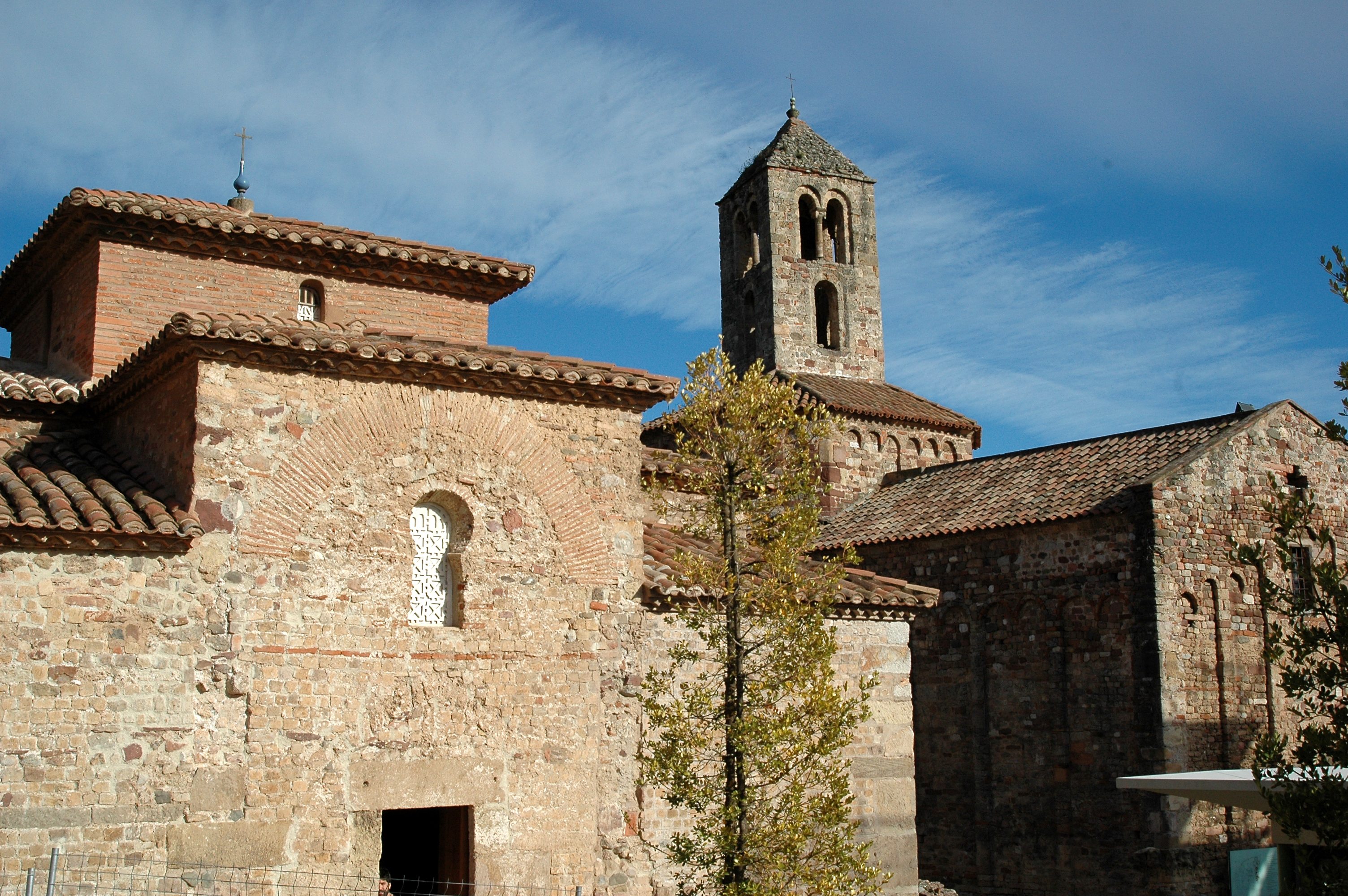
Kirchen Sant Miquel und Santa Maria

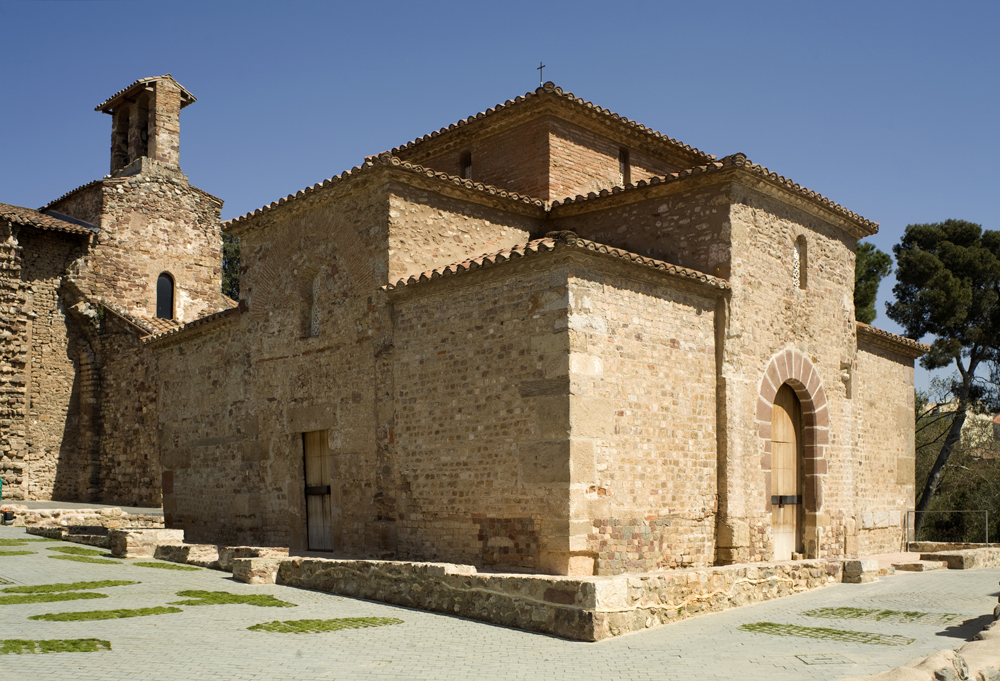
Kirche Sant Miquel

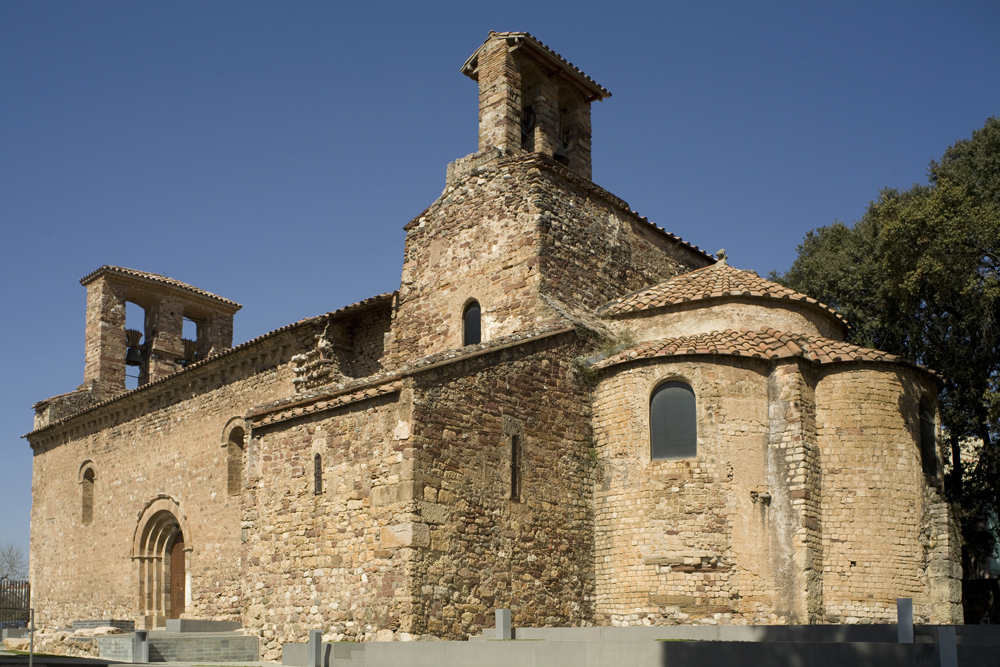
Kirche Sant Pere

Die Kirchenfamilie von Terrassa in der Oberstadt von Terrassa, einer spanischen Industriestadt in der Autonomen Gemeinschaft Katalonien, am Zusammenfluss der Bäche Villparadís und Moner nördlich der katalanischen Hauptstadt Barcelona in der gleichnamigen Provinz gelegen, umfasst die Kirchen Santa Maria, Sant Pere und Sant Miquel. Die drei Kirchen wurden in vorromanischer Zeit errichtet und gehörten zum Bischofssitz Egara. 
Die der Mutter Gottes geweihte Kirche Santa Maria steht an der Stelle der frühchristlichen Kathedrale, die dem Apostel Petrus geweihte Kirche Sant Pere wird noch heute als Pfarrkirche genutzt. Die Kirche Sant Miquel ist dem Erzengel Michael geweiht. Sie diente ursprünglich wohl als bischöfliche Grablege und wurde vermutlich erst später zur Taufkapelle umgebaut. Im Jahr 1931 wurden alle drei zur Kirchenfamilie von Terrassa (conjunt episcopal) gehörende Kirchen, in denen mittelalterliche Malereien aus dem 9. bis 11. Jahrhundert erhalten sind, zum Bé Cultural d’Interès Nacional (BCIN) (Kulturgut von nationaler Bedeutung) erklärt.

## Geschichte
Das Bistum Egara wurde um das Jahr 450 gegründet. Es bestand bis zur maurischen Eroberung der iberischen Halbinsel zu Beginn des 8. Jahrhunderts. Nach der Reconquista wurde es nicht wieder errichtet, sondern in die Diözese Barcelona integriert. Erst im Jahr 2004 schuf Papst Johannes Paul II. das Bistum Terrassa neu und unterstellte es als Suffraganbistum der zum Erzbistum erhobenen Diözese Barcelona. Der Name Egara besteht in dem 1969 geschaffenen Titularbistum fort.
Seit der Spätantike war die Drei-Kirchen-Anlage in Bischofsstädten üblich. Valencia besaß bereits in westgotischer Zeit eine Drei-Kirchen-Gruppe und für die katalanischen Städten Vic und La Seu d’Urgell ist ein solches Ensemble im 10. bzw. 11. Jahrhundert belegt. Auch hier waren die Kirchen Maria, dem Apostel Petrus und dem Erzengel Michael geweiht.
Es ist nicht eindeutig geklärt, ob die erhaltenen Gebäude in Terrassa bereits unter westgotischer Herrschaft errichtet worden waren oder ob sie erst ab dem 9. Jahrhundert, in der Zeit nach der Reconquista, entstanden. Die ersten schriftlichen Erwähnungen der Kirchen von Terrassa sind aus dem 10. Jahrhundert erhalten. Bei den Feldzügen von Almansor (938–1002) und dessen Sohn Abd al-Malik wurden vermutlich die Kirchen Santa Maria und Sant Pere teilweise zerstört, die Kirchenschiffe wurden daraufhin im Stil der Romanik neu errichtet. Im Jahr 1112 übernahmen Augustiner-Chorherren aus Sant Adrià de Besòs die Kirche Santa Maria und weihten sie neu. Sie nutzten die Kirche bis zur Aufhebung des Klosters gegen Ende des 16. Jahrhunderts.

## Architektur
Alle drei Kirchen sind aus kleinen Hausteinen errichtet, die in regelmäßigen Reihen angeordnet und mit Mörtel verbunden sind. Diese Art des Mauerverbunds in der Technik des opus vittatum war seit der Römischen Kaiserzeit in Gebrauch und erlebte im 9. und 10. Jahrhundert im Westfrankenreich eine Renaissance. Die Ecken der Gebäude sind jeweils durch große Quader, für die Spolien verwendet wurden, verstärkt.

## Kirche Santa Maria

### Innenraum

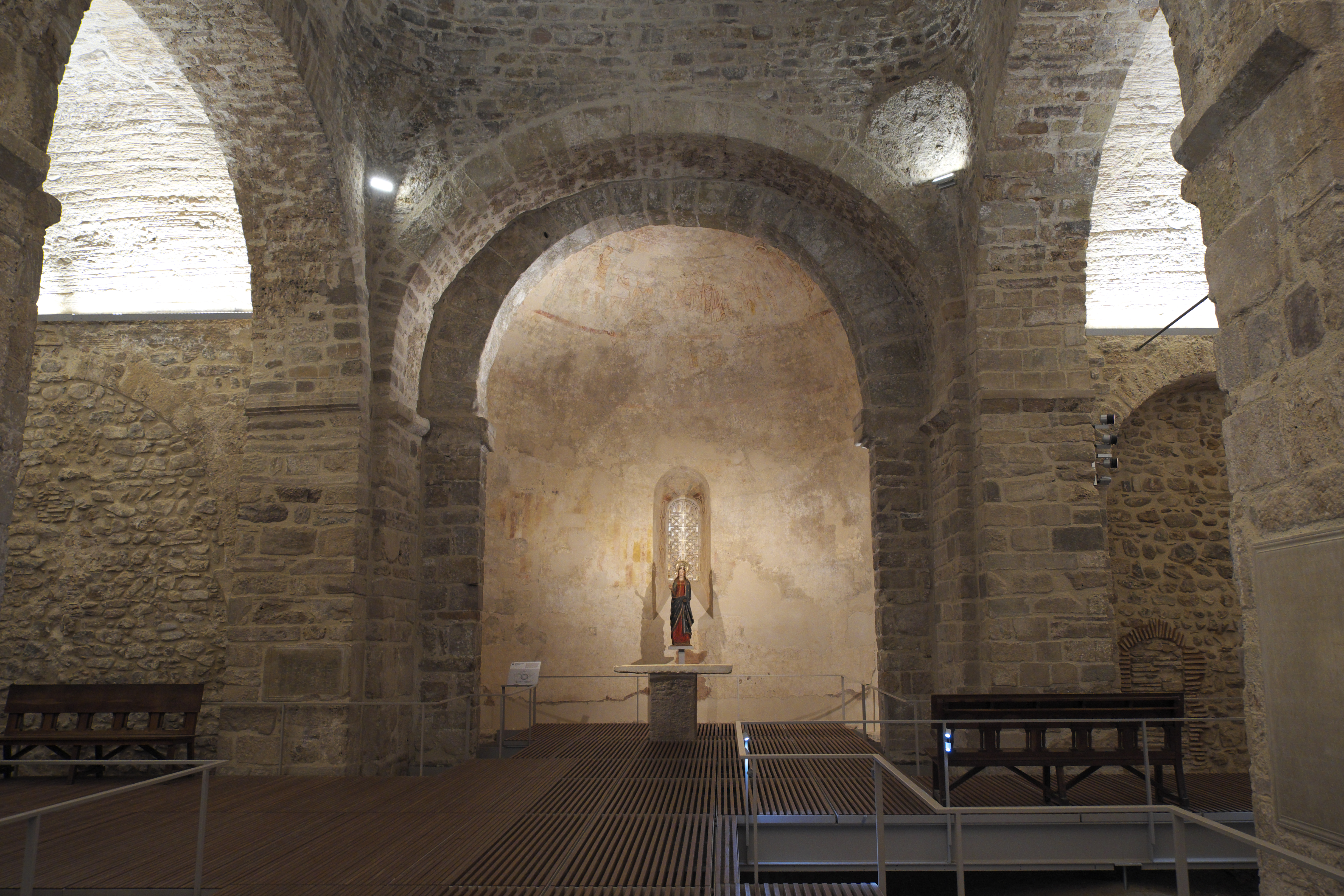
Kirche Santa Maria, Apsis

Die Kirche Santa Maria, die einstige Bischofskirche, ist über dem Grundriss eines lateinischen Kreuzes errichtet. Die ursprüngliche Kathedrale besaß drei Schiffe. Das heutige einschiffige Langhaus und das Querschiff stammen aus romanischer Zeit, während die Apsis, die außen rechteckig geschlossen ist und innen einen hufeisenförmigen Grundriss aufweist, in vorromanische Zeit datiert werden. Unter dem Schiff der heutigen Kirche wurden eine Krypta und ein Baptisterium freigelegt.

### Malereien der Apsis
Die stark verblassten Malereien der Apsis von Santa Maria wurden 1937 unter gotischen Übermalungen freigelegt. Die Malereien werden in vorromanische Zeit datiert und sind in Fresko-Technik ausgeführt. Für die Farben, vor allem in rötlichen und rotbraunen Tönen, wurden Ruß und Erde mit öligen Lösungen vermischt. Das Zentrum der Kuppel nimmt ein aus zwei übereinanderliegenden Quadraten gebildetes Achteck ein. In den beiden äußeren Kreisen sind zahlreiche Personen mit Heiligenschein dargestellt, darunter Christus inmitten der Apostel. An der Randzone sind Ringe zu erkennen.

### Malereien im südlichen Querhaus
Die Ausmalung der Apsis des südlichen Querhauses stammt aus dem späten 12. Jahrhundert. Thema der Darstellung ist das Martyrium von Thomas Becket, des Erzbischofs von Canterbury, dessen Verehrung sich in Egara Ende des 12. Jahrhunderts ausbreitete. Die Apsiskalotte weist eine Darstellung des Pantokrators auf, der von einer Mandorla umgeben ist und neben dem zwei Personen stehen.

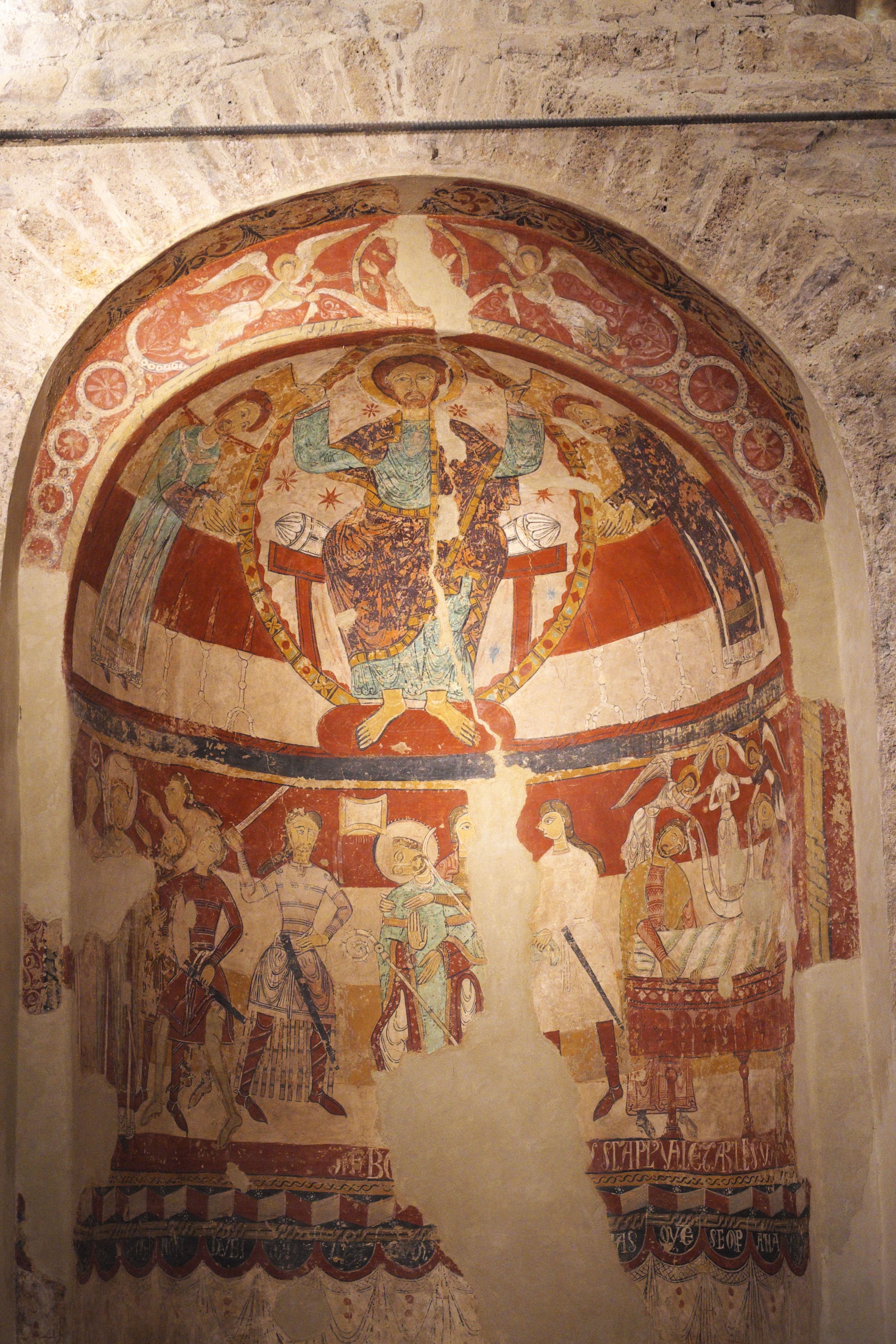
Pantokratordarstellung und Mord an Thomas Becket
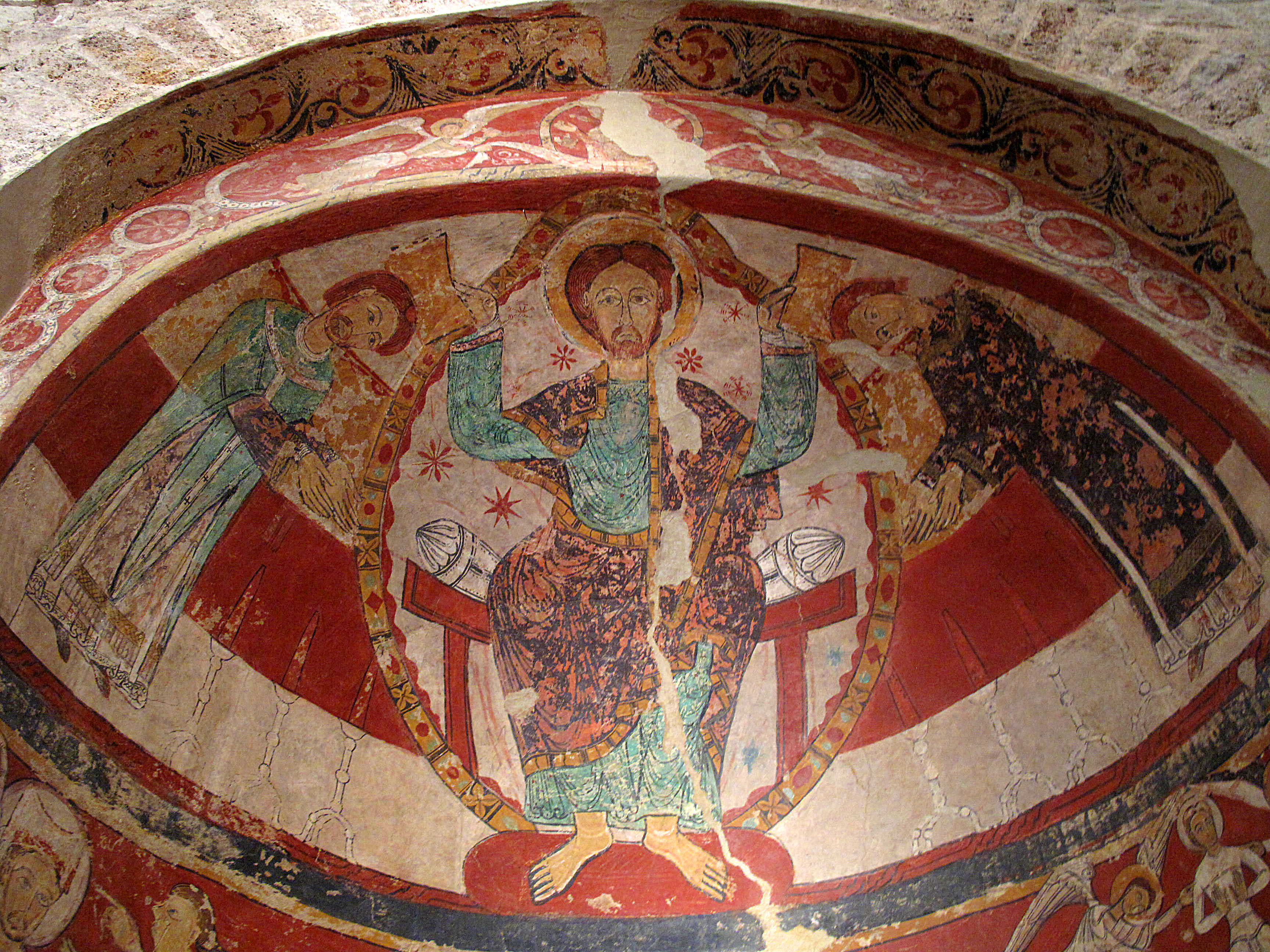
Christus in der Mandorla
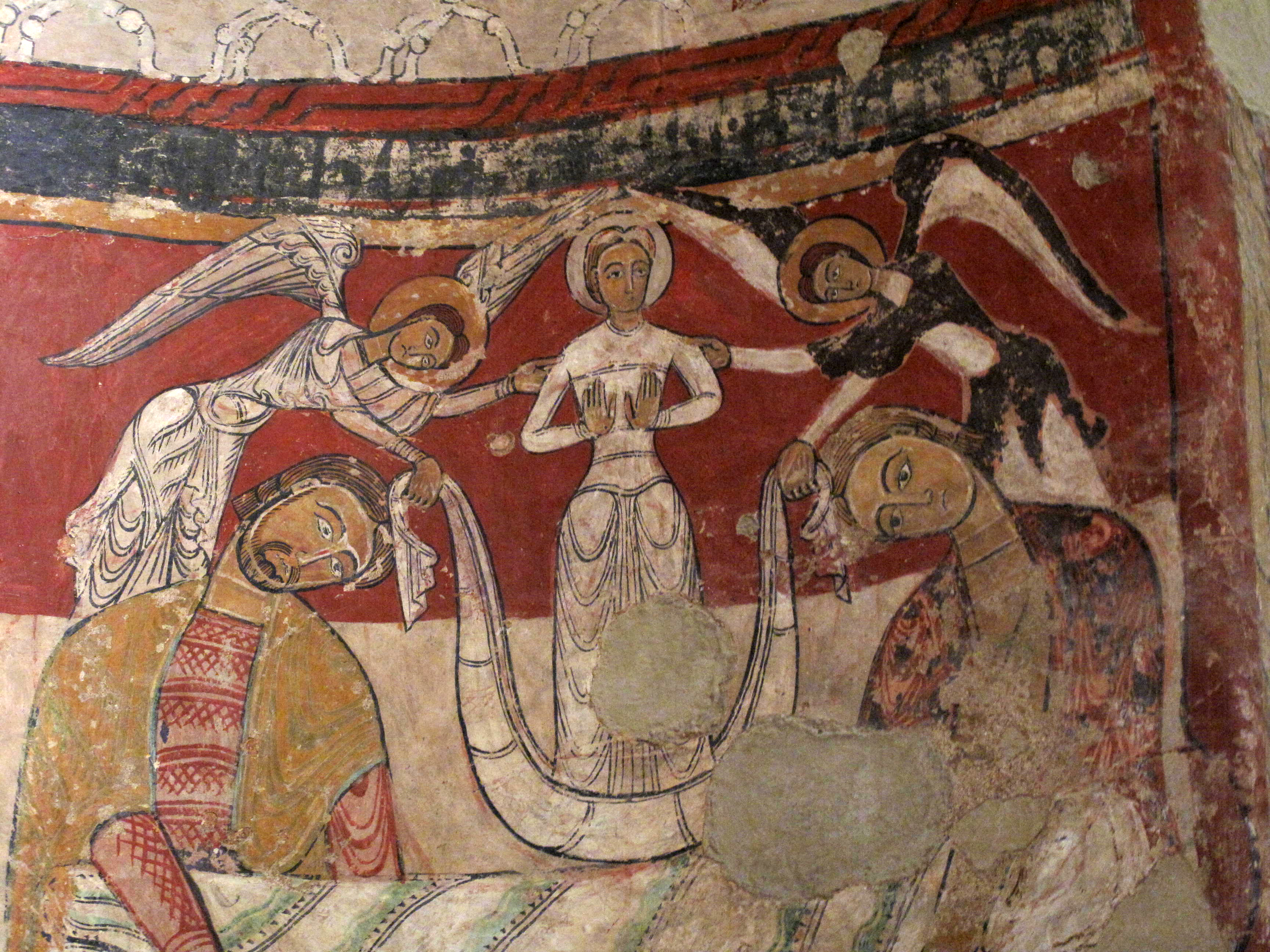
Martyrium von Thomas Becket

## Kirche Sant Pere

### Innenraum

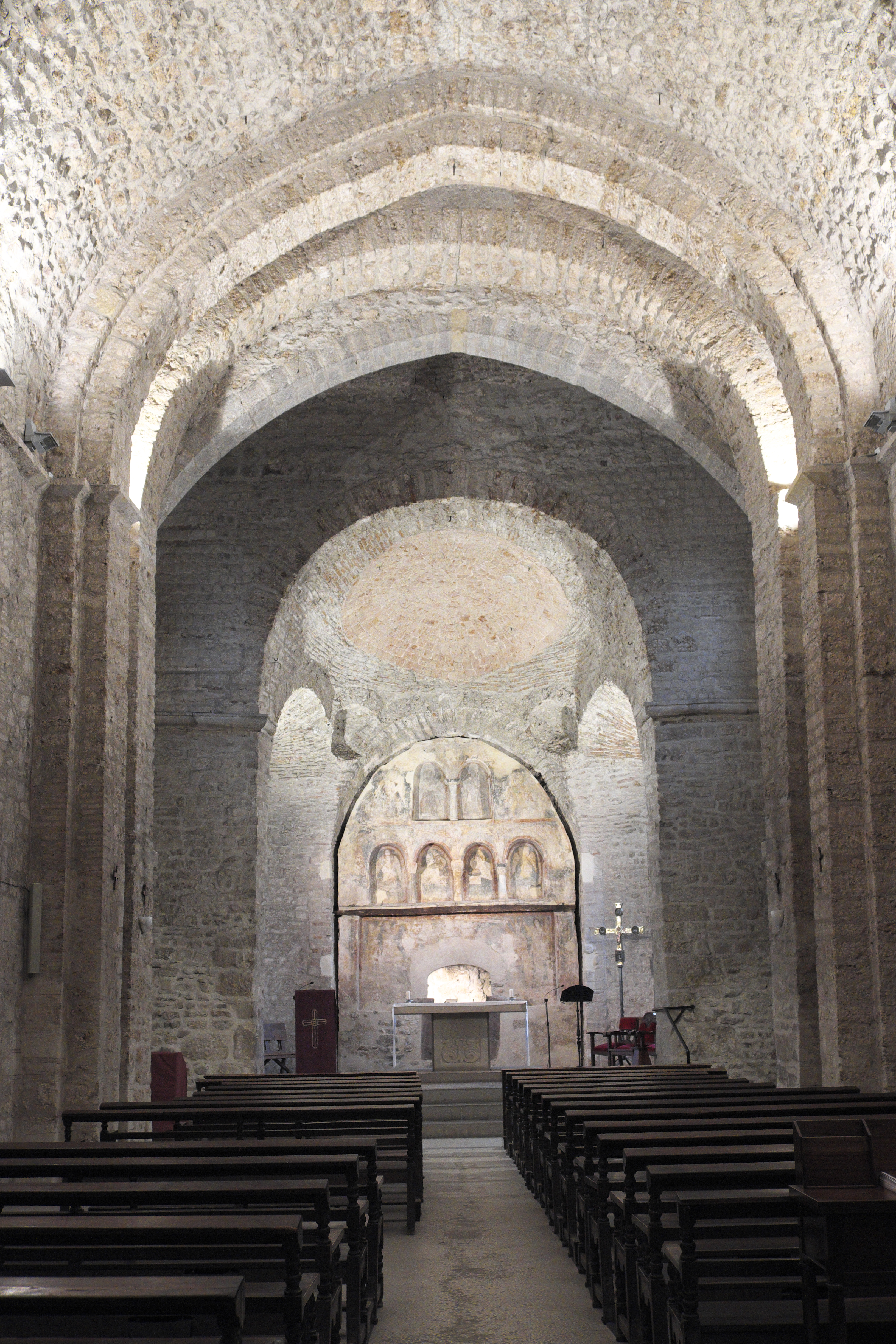
Kirche Sant Pere, Innenraum

Die ursprünglich dreischiffige Basilika besitzt heute nur noch ein Schiff, das von einem Tonnengewölbe gedeckt wird. Aus vorromanischer Zeit stammen das als Drei-Konchen-Chor angelegte, von einer Kuppel und zwei Halbkuppeln überwölbte Chorhaupt und das Querhaus. Vor die mittlere Apsis ist ein steinernes Retabel mit Malereien aus vorromanischer Zeit gesetzt. In diese Retabelwand sind sechs rundbogige, auf Mittelsäulen mit Kapitellen aufliegende Blendarkaden eingeschnitten.

### Malereien der Retabelwand
In den Nischen der beiden oberen Arkaden sind eine kreuztragende Figur, vermutlich Jesus, und ein Heiliger, vielleicht Petrus, der Schutzpatron der Kirche, dargestellt. In den unteren vier Nischen sind die Evangelisten vertreten, in den beiden äußeren stehen Matthäus und Johannes, in den inneren werden Lukas und Markus durch ihre Symbole, Stier und Löwe, verkörpert. Die Arkadenzwickel sind mit geflügelten Engeln besetzt. Auf der unteren, durch einen Holzbalken abgetrennten Zone, sind weitere Personen zu erkennen.

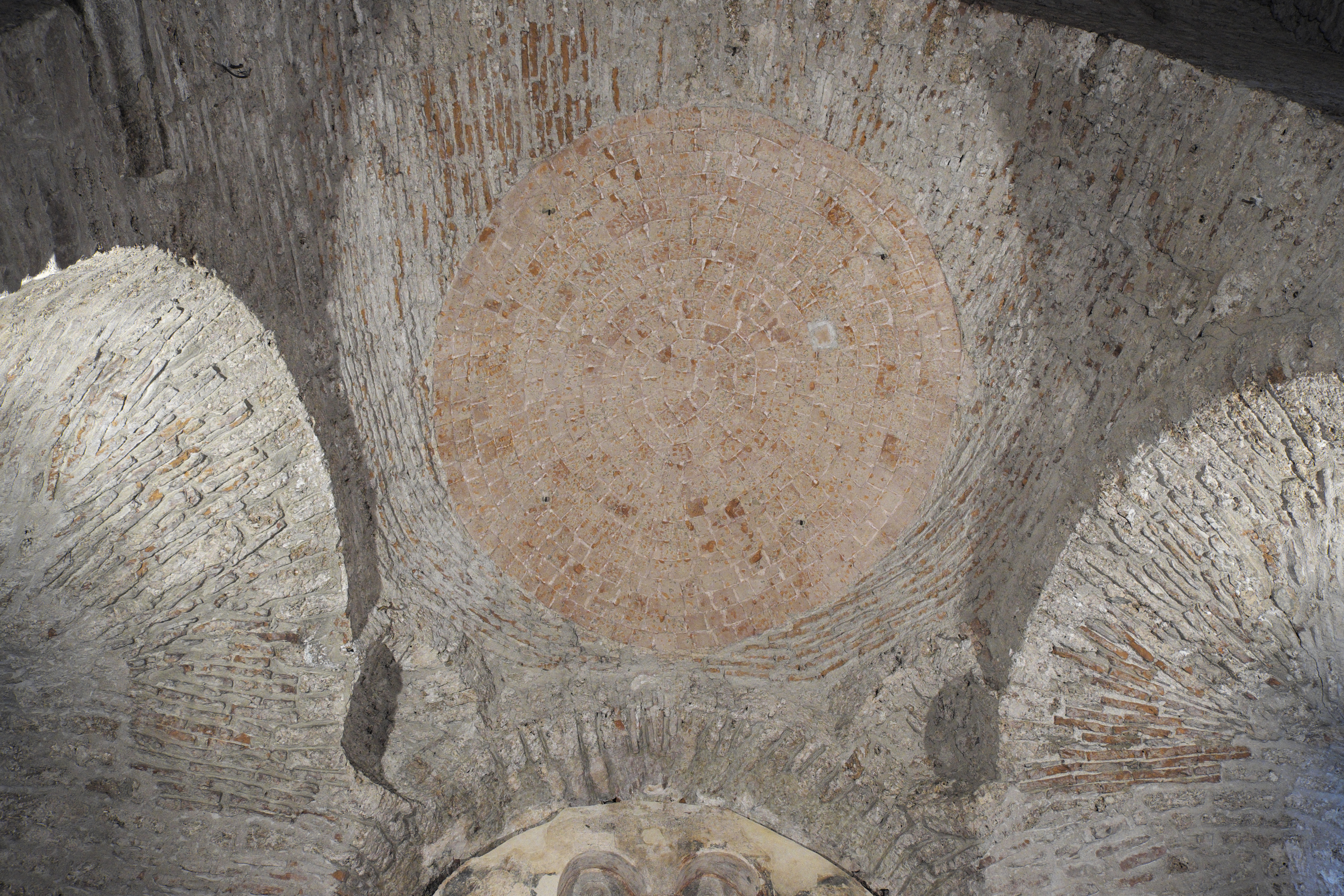
Kuppeln über dem Chorhaupt
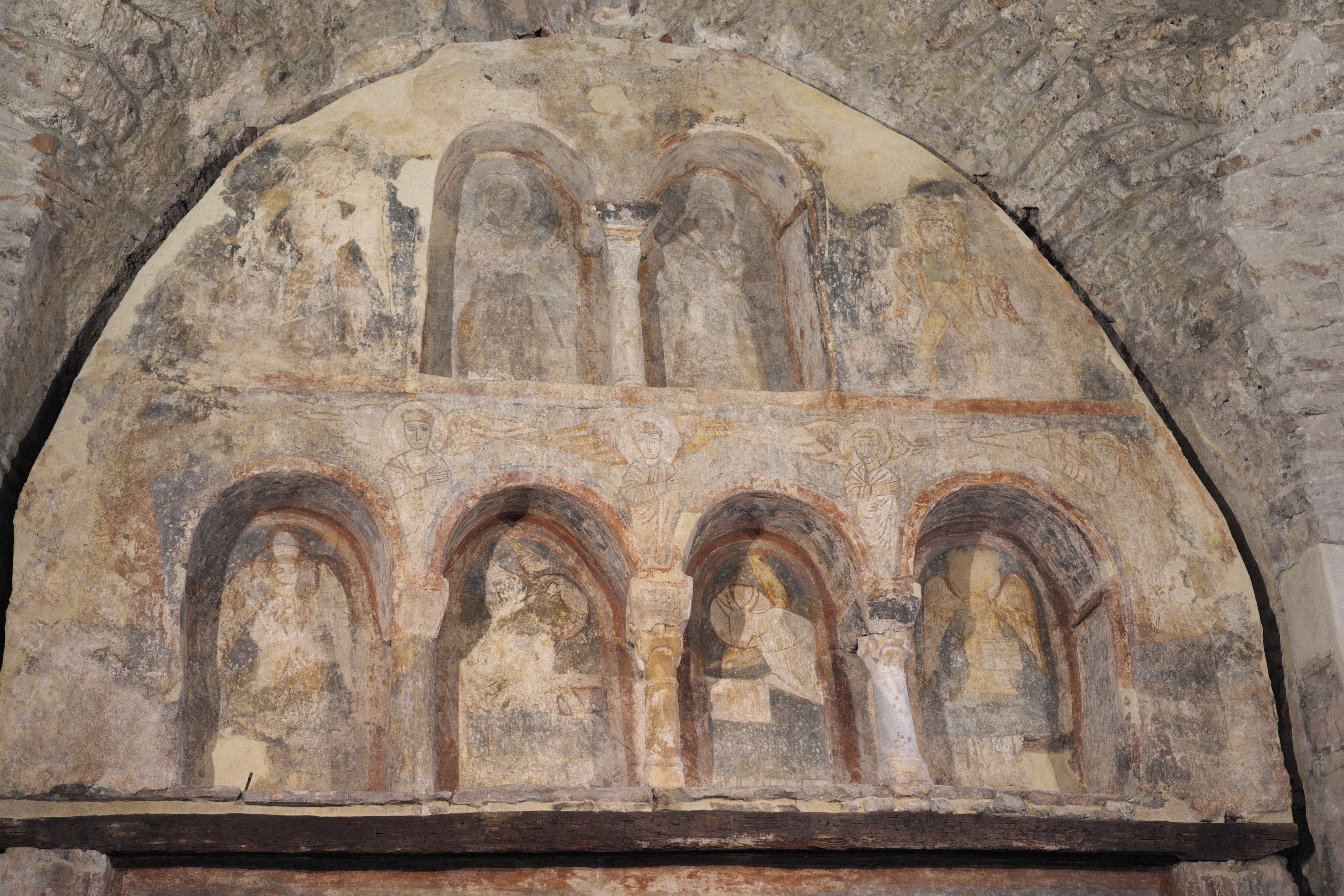
Arkaden und Malereien der Retabelwand
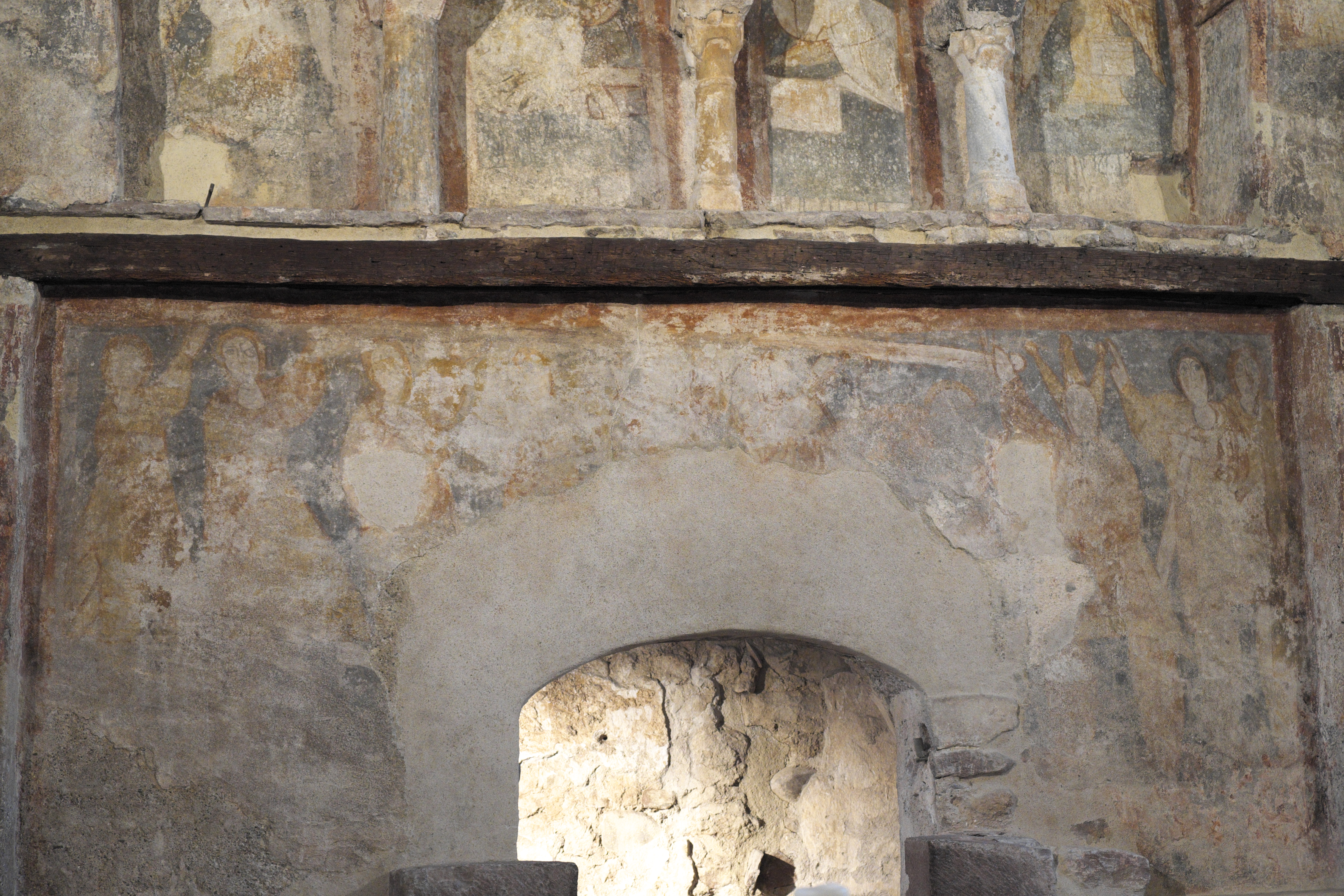
Malereien der Retabelwand

## Kirche Sant Miquel

### Innenraum

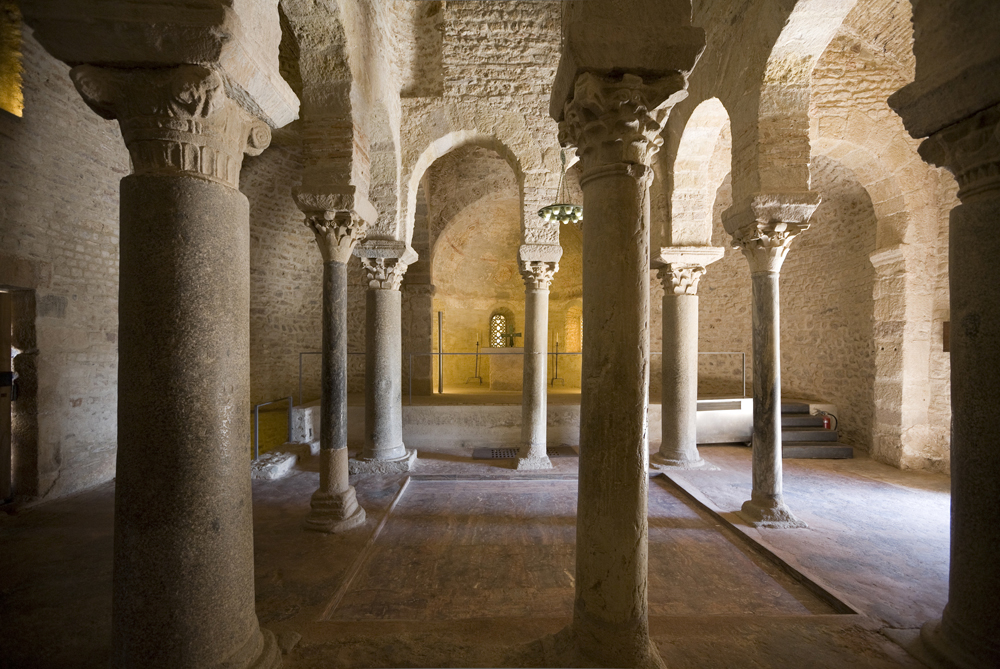
Kirche Sant Miquel, Innenraum

Die Kirche Sant Miquel ist ein quadratischer Bau, der von acht Spoliensäulen mit gestelzten Bögen getragen und von diesen in neun Kompartimente gegliedert wird. Das Mittelquadrat wird von einer Kuppel gedeckt, die Kompartimente der vier Hauptachsen tragen Kreuzgratgewölbe. Die Kompartimente der Diagonalen sind wie die im Osten sich anschließende hufeisenförmige Apsis von Kalotten aus Tuff überwölbt. Unter der Apsis, die außen polygonal ummantelt ist, befindet sich eine Dreikonchenkrypta, die dem heiligen Celedonius von Calahorra, der als Sohn des heilgen Marcellus von Tanger angesehen wird, geweiht war.
Das Becken des zentralen Kompartiments ist eine Hinzufügung des 20. Jahrhunderts, unter der eine 1906 durchgeführte Ausgrabung ein älteres, quadratisches Wasserbecken nachweisen konnte. Ob dieses als frühmittelalterliches Taufbecken zu betrachten ist, bleibt fraglich, da Taufkapellen üblicherweise Johannes dem Täufer geweiht waren und nicht dem Erzengel Michael. Aus diesem Grunde wird vermutet, dass die Kirche Sant Miquel in Terrassa wie die Michaelskirche der Kirchenfamilie von Vic ursprünglich als bischöfliche Grabeskirche diente und erst später zum Baptisterium umgebaut wurde.

### Malereien der Apsis
Im Zentrum der Apsiskuppel sind noch die Reste einer Christusdarstellung mit Mandorla und Kreuznimbus zu erkennen. Am unteren Bildrand sitzen Figuren mit Heiligenschein, die mit langen Gewändern und Sandalen bekleidet sind. Alle Figuren führen die Hand zum Mund, was vielleicht als Zeichen der Kontemplation oder des Schweigens gedeutet werden kann. Die Seiten werden von gerafften Vorhängen begrenzt und in der Mitte befinden sich fünf Kreise, wobei der mittlere ein Christusmonogramm aufweist.

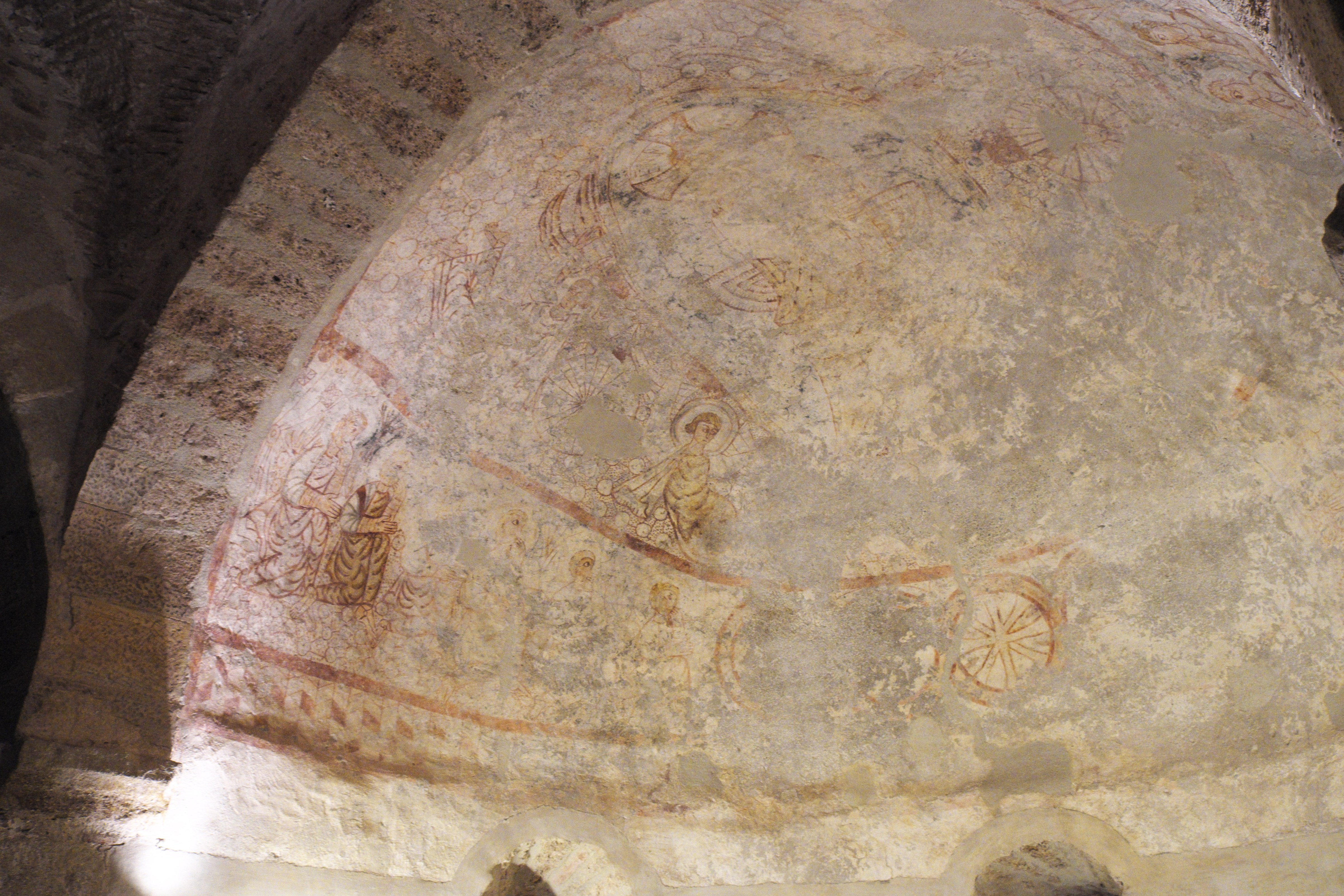
Deckenmalerei in der Apsis
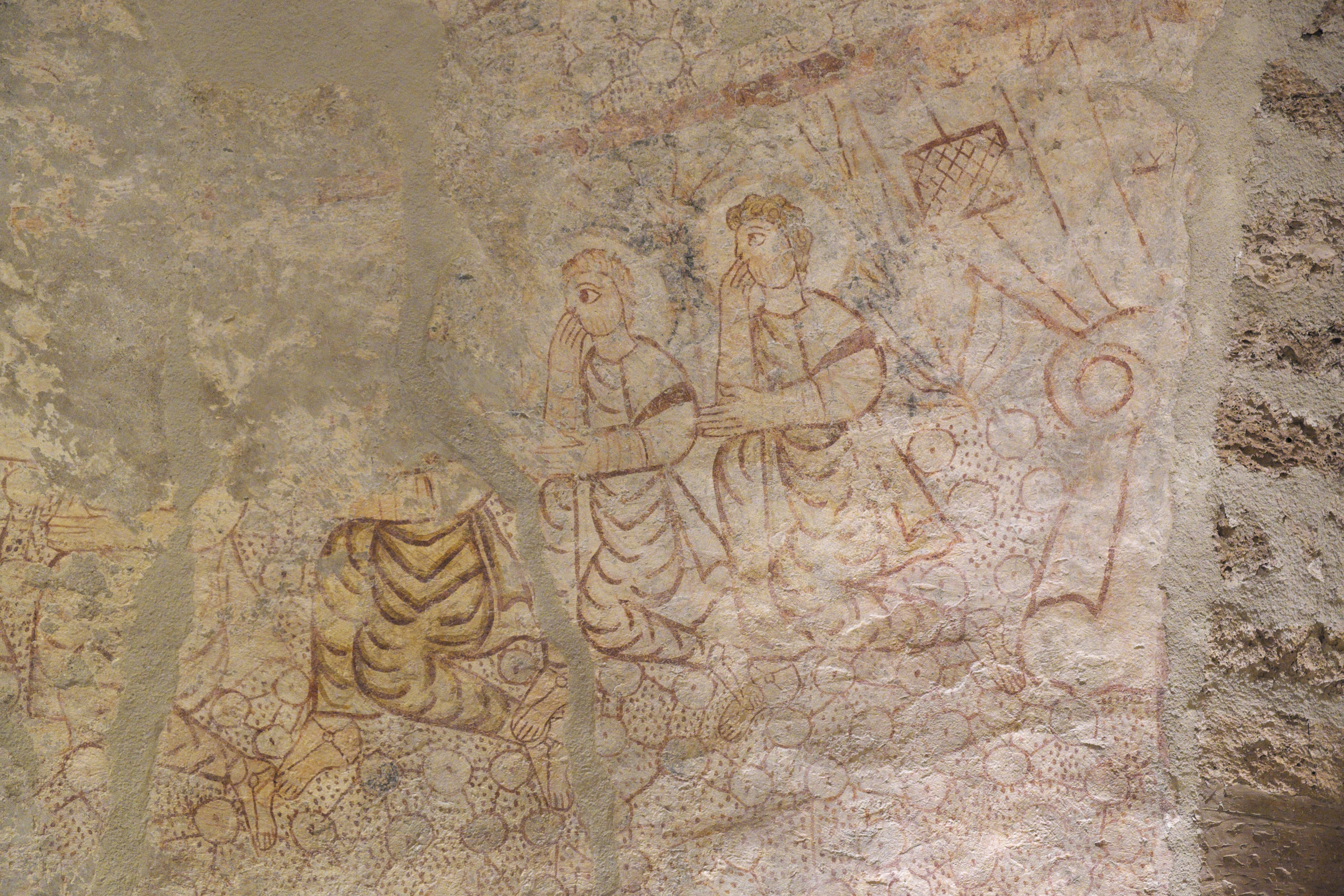
Deckenmalerei in der Apsis
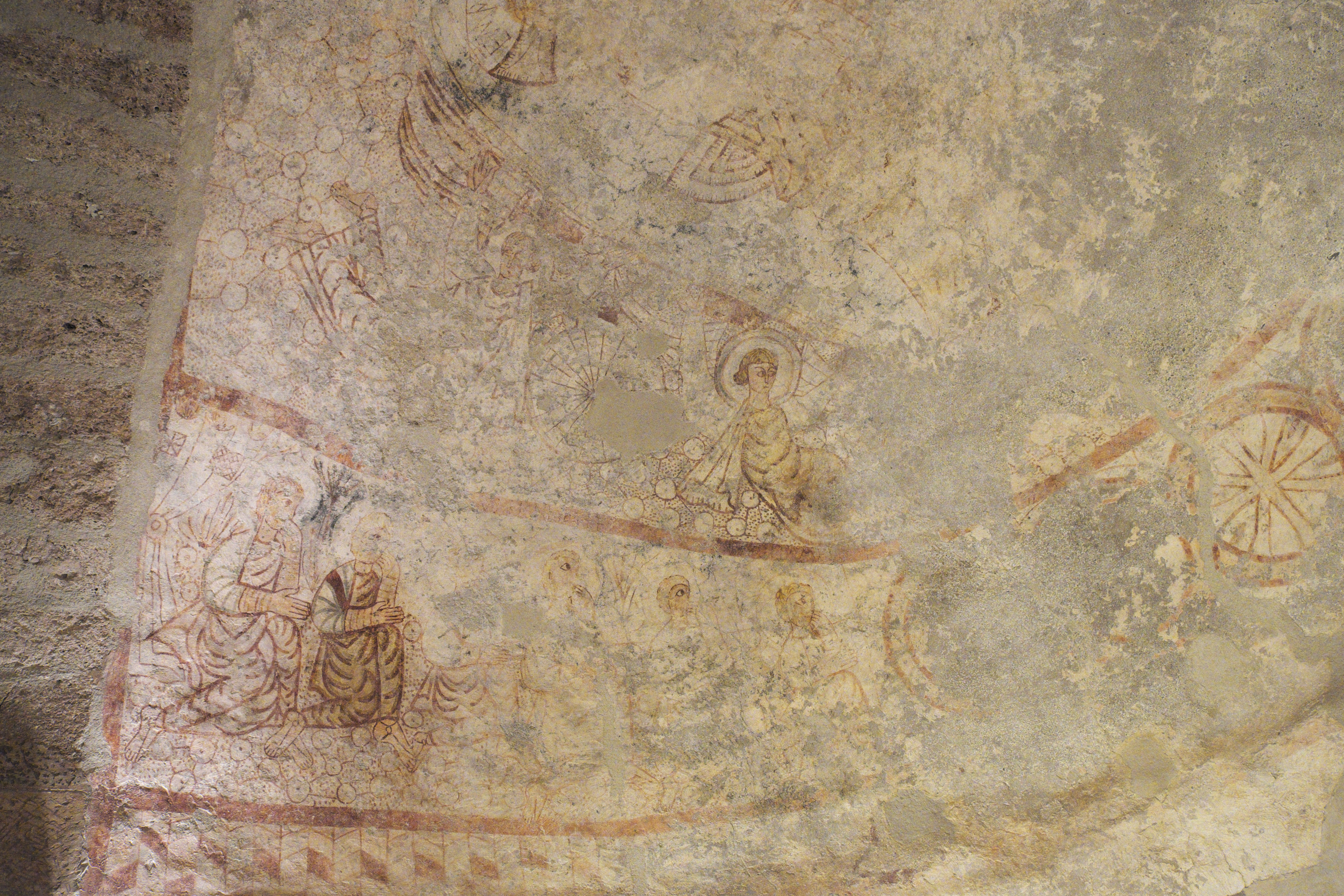
Deckenmalerei in der Apsis
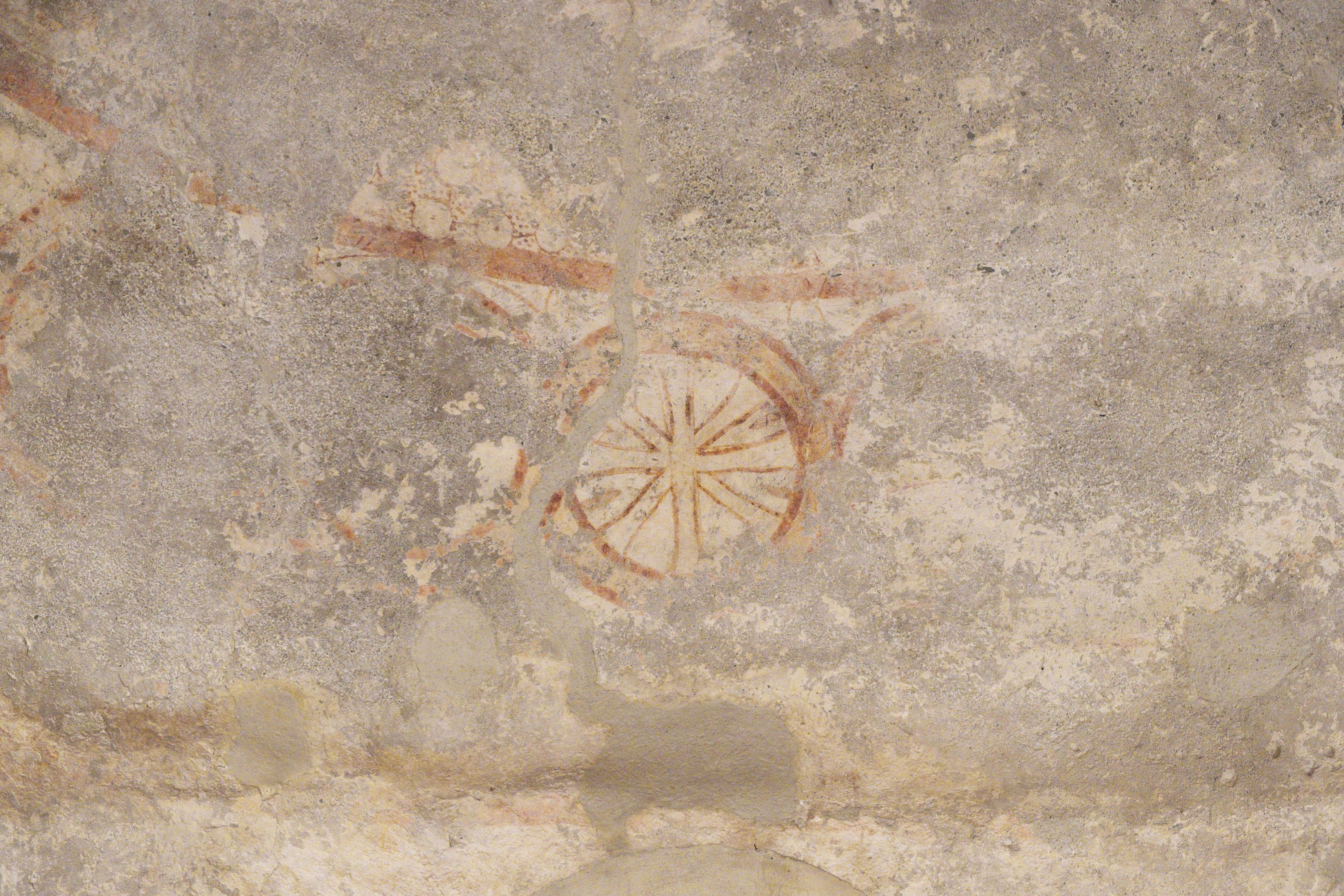
Christusmonogramm